# Ernst Wilhelm Borchert

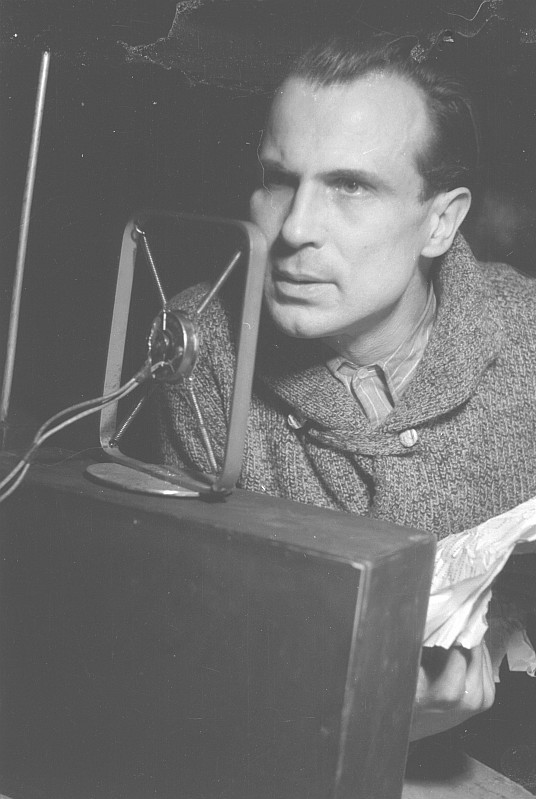
Ernst Wilhelm Borchert, 1946

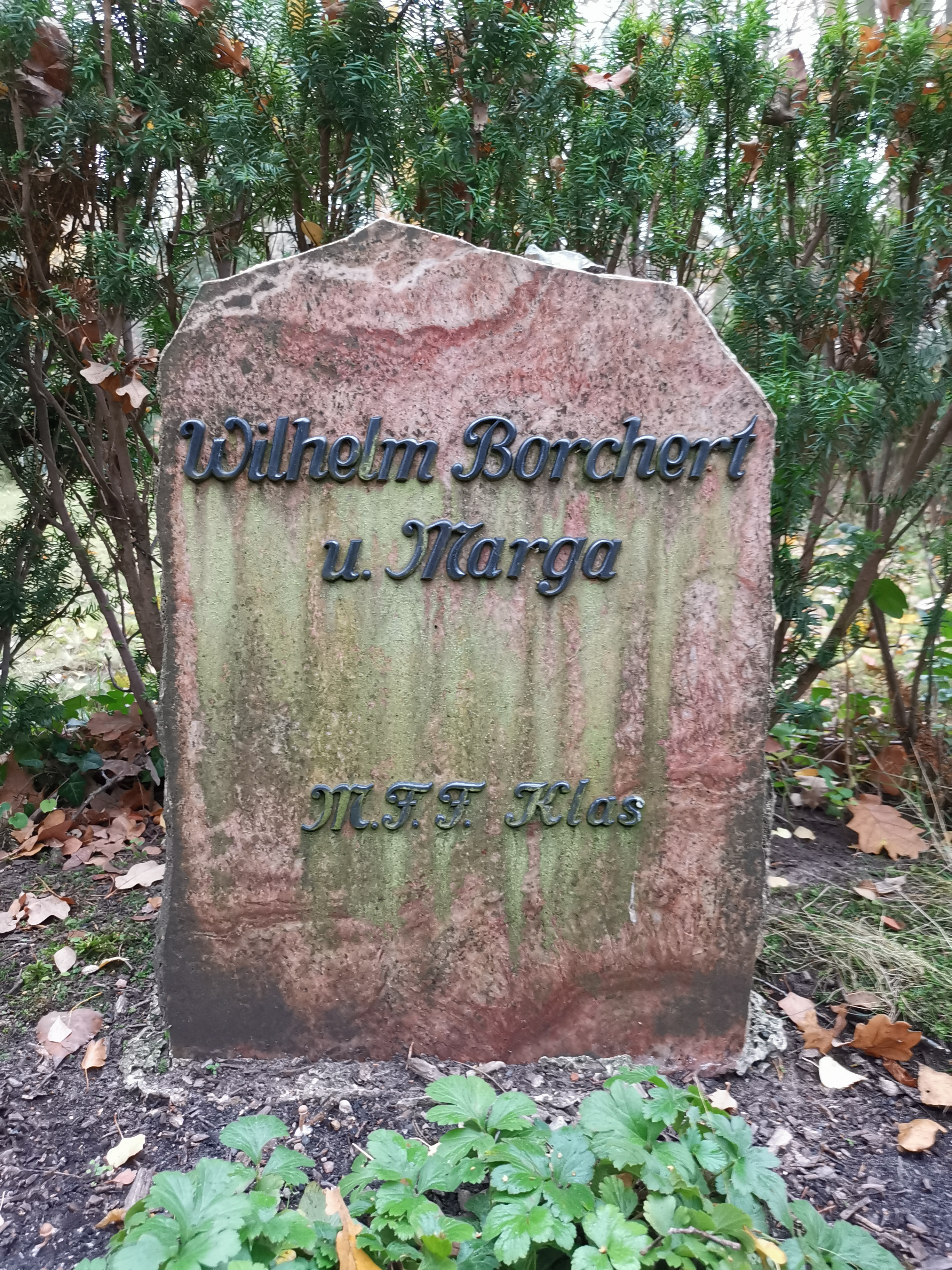
Grab auf dem Friedhof Berlin-Frohnau, Feld 15

Ernst Wilhelm Borchert, bisweilen auch nur Wilhelm Borchert, (* 13. März 1907 in Rixdorf; † 1. Juni 1990 in Berlin) war ein deutscher Schauspieler sowie Hörspiel- und Synchronsprecher.

## Leben
Ernst Wilhelm Borchert wurde als Sohn des Sekretärs Fritz Otto Wilhelm Borchert (1877–1943) und seiner Frau Helene Marie Auguste Borchert geb. Klatt (1875–1943) in Rixdorf geboren. Seine Eltern starben am 22. November 1943 bei einem Fliegerangriff in Berlin. Seine Frau und seine Tochter wurden kurz vor Kriegsende bei einem erweiterten Suizid von einem Verwandten getötet.
Nach Abschluss des Realgymnasiums absolvierte Borchert von 1926 bis 1927 eine Schauspielausbildung an der Reicherschen Hochschule für dramatische Kunst. 1927 erhielt er am Landestheater Ostpreußen sein erstes Bühnenengagement. Über Theaterstationen in Erfurt, Köln und Sondershausen gelangte er nach Berlin, wo er erst unter Eugen Klöpfer an der Volksbühne, dann am Deutschen Theater und ab 1950 an den staatlichen Schauspielbühnen, u. a. am Schiller-Theater spielte. 1938 verkörperte Borchert den Old Shatterhand, neben Will Quadflieg als Winnetou, in dem Stück Winnetou, der rote Gentleman an der Freien Volksbühne unter der Regie von Ludwig Körner.
Für seine künstlerischen Verdienste wurde Borchert 1963 zum Staatsschauspieler und 1973 zum Ehrenmitglied der Staatlichen Schauspielbühnen Berlins ernannt. Er war außerdem seit 1976 Mitglied der Akademie der Künste Berlin.
Besonders in den klassischen Rollen des Charakter- und Heldenfachs beeindruckte Borchert Publikum und Kritiker gleichermaßen. Er war der erste Woyzeck der Nachkriegszeit und stand verschiedene Male als Faust auf der Bühne. In Inszenierungen von Boleslaw Barlog, Fritz Kortner und Boy Gobert spielte er eine große Bandbreite klassischer Bühnenrollen, zumeist getriebene, brüchige Charaktere.
Als Filmschauspieler war Borchert deutlich weniger aktiv, wenngleich er in einigen bekannten Produktionen mitspielte. Im ersten deutschen Nachkriegsfilm, Die Mörder sind unter uns, spielte er 1946 die Hauptrolle als desillusionierter Kriegsheimkehrer unter der Regie von Wolfgang Staudte. Die weibliche Hauptrolle spielte Hildegard Knef. Ferner sah man ihn unter anderem in Und wieder 48 (1948), in Sauerbruch – Das war mein Leben (1954) an der Seite von Ewald Balser und 1959 in dem auch international erfolgreichen Antikriegsfilm Hunde, wollt ihr ewig leben.
Als Hörspielsprecher war Borchert in zahlreichen Produktionen, zumeist als einer der Hauptdarsteller zu hören. So sprach er beispielsweise 1958 unter der Regie von Cläre Schimmel den Pariser Kommissar Maigret in der SDR-Produktion Maigret und die schrecklichen Kinder, welche Fred von Hoerschelmann nach dem gleichnamigen Roman von Georges Simenon für den Funk bearbeitete. Bis 1990 wurde jeden Sonntagmittag im Berliner Sender RIAS das von Borchert eingesprochene Freiheitsgelöbnis gesendet, der Inschrifttext der Freiheitsglocke im Rathaus Berlin-Schöneberg: „Ich verspreche, jedem Angriff auf die Freiheit […] Widerstand zu leisten […]“ (hörbar bei YouTube unter dem Suchbegriff Freiheitsschwur).

## Filmografie (Auswahl)
- 1941: U-Boote westwärts!
- 1943: Der ewige Klang
- 1946: Die Mörder sind unter uns
- 1949: Schicksal aus zweiter Hand
- 1953: Die Wüste lebt (Erzählstimme)
- 1954: Sauerbruch – Das war mein Leben
- 1955: Herr über Leben und Tod
- 1959: Hunde, wollt ihr ewig leben
- 1960: Die Botschafterin
- 1965: Willkommen in Altamont (Fernsehfilm)
- 1965: Das Feuerzeichen (Fernsehfilm)
- 1976: Jeder stirbt für sich allein
- 1988: In einem Land vor unserer Zeit (Erzählstimme)

## Theater
- 1937: Friedrich Schiller: Kabale und Liebe (Ferdinand) – Regie: Eugen Klöpfer (Theater Volksbühne am Horst-Wessel-Platz Berlin)
- 1940: George Bernard Shaw: Caesar und Cleopatra – Regie: Richard Weichert (Theater Volksbühne am Horst-Wessel-Platz Berlin)
- 1945: William Shakespeare: Macbeth (Macduff) – Regie: Karlheinz Martin (Hebbel-Theater Berlin)
- 1946: Paul Raynal: Das Grabmal des unbekannten Soldaten (Urlauber) – Regie: Jürgen Fehling (Jürgen-Fehling-Theater Berlin)
- 1946: Gotthold Ephraim Lessing: Nathan der Weise (Tempelherr) – Regie: Gerda Müller (Deutsches Theater Berlin)
- 1947: Georg Büchner: Woyzeck (Woyzeck) – Regie: Wolfgang Langhoff (Deutsches Theater Berlin – Kammerspiele)
- 1948: Ben Jonson (Bearbeitet von Stefan Zweig): Volpone (Leone) – Regie: Willi Schmidt (Deutsches Theater Berlin)
- 1948: William Shakespeare: Maß für Maß (Angelo) – Regie: Wolfgang Langhoff (Deutsches Theater Berlin – Kammerspiele)
- 1949: Lion Feuchtwanger: Wahn in Boston (Mathers Schwager) – Regie: Wolfgang Kühne (Deutsches Theater Berlin – Kammerspiele)
- 1949: Johann Wolfgang von Goethe: Faust. Eine Tragödie. (Faust) – Regie: Wolfgang Langhoff (Deutsches Theater Berlin)
- 1949: Friedrich Wolf: Tai Yang erwacht (Führer der Revolutionäre) – Regie: Wolfgang Langhoff (Deutsches Theater Berlin)
- 1949: Walter Erich Schäfer: Die Verschwörung (SS-Brigadeführer) – Regie: Boleslaw Barlog (Schlosspark Theater Berlin)
- 1950: Aristophanes: Lysistrata (Kinesias) – Regie: Franz Reichert ( Volksbühne Berlin)
- 1950: Jean Giraudoux: Intermezzo (Kontrolleur) – Regie: Karl-Heinz Stroux (Hebbel-Theater Berlin)
- 1950: Federico García Lorca: Die Bluthochzeit – Regie: Karl-Heinz Stroux (Schlosspark Theater Berlin)
- 1951: Christopher Fry: Schlaf der Gefangenen – Regie: Lothar Müthel (Schlosspark Theater Berlin)
- 1952: Ulrich Becher: Samba – Regie: Ludwig Berger (Schlosspark Theater Berlin)
- 1952: Frank Wedekind: Lulu – Regie: Oscar Fritz Schuh (Schiller Theater Berlin)
- 1953: Peter Ustinov: Die Liebe der vier Obersten – Regie: Helmut Käutner (Schlosspark Theater Berlin)
- 1953: Stefan Barcava: Die Gefangenen – Regie: Rudolf Noelte (Schiller Theater Berlin)
- 1953: Gerhart Hauptmann: Rose Bernd – Regie: Karl-Heinz Stroux (Schiller Theater Berlin)
- 1954: Arthur Miller: Hexenjagd (Pastor Hale) – Regie: Karl-Heinz Stroux (Schiller Theater Berlin)
- 1955: Lew Tolstoi: Krieg und Frieden (Sprecher) – Regie: Erwin Piscator (Schiller Theater Berlin)
- 1955: William Shakespeare: Troilus und Cressida – Regie: Rudolf Sellner (Schiller Theater Berlin)
- 1955: William Faulkner: Requiem für eine Nonne – Regie: Erwin Piscator (Schlosspark Theater Berlin)
- 1956: Arthur Miller: Der Blick von der Brücke (Eddie) – Regie: Leo Mittler (Schlosspark Theater Berlin)
- 1956: Ernst Barlach: Der arme Vetter (Hans Iver) – Regie: Hans Lietzau (Schiller Theater Berlin)
- 1956: August Strindberg: Nach Damaskus – Regie: Hans Lietzau (Schlosspark Theater Berlin)
- 1956: Henrik Ibsen: Nora oder Ein Puppenheim (Advokat Helmer) – Regie: Boleslaw Barlog (Schlosspark Theater Berlin)
- 1957: William Shakespeare: Hamlet (Geist von Hamlets Vater) – Regie: Fritz Kortner (Schiller Theater Berlin)
- 1957: Gotthold Ephraim Lessing: Minna von Barnhelm (Tellheim) – Regie: Boleslaw Barlog (Schiller Theater Berlin)
- 1958: Gerhart Hauptmann: Fuhrmann Henschel – Regie: Boleslaw Barlog (Schlosspark Theater Berlin)
- 1958: Ray Lawler: Der Sommer der siebzehnten Puppe – Regie: Hans Lietzau (Schlosspark Theater Berlin)
- 1958: Theodor Schübel: Der Kürassier Sebastian und sein Sohn – Regie: Hans Bauer (Schlosspark Theater Berlin)
- 1959: Ezra Pound nach Sophokles: Die Frauen von Trachis – Regie: Hans Lietzau (Schiller Theater Berlin)
- 1959: Willis Hall: Das Ende vom Lied – Regie: Boleslaw Barlog (Schlosspark Theater Berlin)
- 1960: Mattias Braun nach Aischylos: Die Perser – Regie: Hans Lietzau (Schiller Theater Berlin)
- 1960: George Bernard Shaw: Der Teufelsschüler – Regie: Hans Schweikart (Schlosspark Theater Berlin)
- 1960: Boris Vian: Die Reichsgründer oder Das Schmürz – Regie: Günther Sauer (Schiller Theater Berlin – Werkstatt)
- 1960: Henrik Ibsen: Ein Volksfeind – Regie: Boleslaw Barlog (Schlosspark Theater Berlin)
- 1960: Gerhart Hauptmann: Florian Geyer – Regie: Hans Lietzau (Schiller Theater Berlin)
- 1961: Carl Sternheim: 1913 – Regie: Hanz Lietzau (Schiller Theater Berlin)
- 1961: John Whiting: Die Teufel – Regie: Hans Lietzau (Schiller Theater Berlin)
- 1961: Max Frisch: Graf Öderland – Regie: Hans Lietzau (Schiller Theater Berlin)
- 1962: George Bernard Shaw: Die heilige Johanna – Regie: Walter Henn (Schiller Theater Berlin)
- 1963: Johann Wolfgang von Goethe: Torquato Tasso – Regie: Ludwig Berger (Schiller Theater Berlin)
- 1963: Friedrich Hölderlin: Empedokles – Regie: Wolfgang Kühne (Schiller Theater Berlin)
- 1964: William Shakespeare:  Timon von Athen – Regie: Hans Lietzau (Schiller Theater Berlin)
- 1965: Johann Wolfgang von Goethe: Iphigenie auf Tauris – Regie: Rolf Henniger (Schiller Theater Berlin)
- 1965: Molière: George Dandin – Regie: William Dieterle (Schlosspark Theater Berlin)
- 1965: George Bernard Shaw: Candida – Regie: Dieter Reible (Schlosspark Theater Berlin)
- 1966: Johann Wolfgang von Goethe: Faust II (Faust) – Regie: Ernst Schröder (Schiller Theater Berlin)
- 1967: Friedrich Schiller: Maria Stuart – Regie: Rolf Henniger (Schiller Theater Berlin)
- 1970: Gotthold Ephraim Lessing: Emilia Galotti – Regie: Ernst Schröder (Schlosspark Theater Berlin)
- 1970: Henrik Ibsen: Gespenster – Regie: Boleslaw Barlog (Schlosspark Theater Berlin)
- 1971: August Strindberg: Der Todestanz – Regie: Rudolf Noelte (Schlosspark Theater Berlin)
- 1972: Seán O’Casey: Ein Freudenfeuer für den Bischof – Regie: Wilfried Minks (Schlosspark Theater Berlin)
- 1972: Thomas Bernhard: Der Ignorant und der Wahnsinnige – Regie: Dieter Dorn (Schlosspark Theater Berlin)
- 1972: Molière: Tartuffe – Regie: Harry Meyen (Schiller Theater Berlin)
- 1974: Hartmut Lange: Die Gräfin von Rathenow – Regie: Hartmut Lange (Schlosspark Theater Berlin)
- 1977: Hartmut Lange: Frau von Kauenhofen – Regie: Hartmut Lange (Schlosspark Theater Berlin)

## Synchronarbeit
Neben seiner Theatertätigkeit arbeitete Borchert zwischen 1945 und 1989 umfangreich als Synchronsprecher. Dabei lieh er einer Vielzahl von Schauspielgrößen seine Stimme. Dazu zählen:
- Eddie Albert (Pferdewechsel in der Hochzeitsnacht)
- Martin Balsam (Frau mit Vergangenheit)
- Julian Beck (Poltergeist II – Die andere Seite) (Reverend Henry Kane)
- Richard Burton (u. a. Cleopatra und Der längste Tag)
- Gary Cooper (u. a. Lockende Versuchung)
- Bing Crosby (u. a. Sieben gegen Chicago)
- José Ferrer (Die Caine war ihr Schicksal)
- Mel Ferrer (Engel der Gejagten)
- Henry Fonda (deutsche Standard-Stimme, u. a. Die zwölf Geschworenen, Spiel mir das Lied vom Tod und Mein Name ist Nobody)
- John Gielgud (in seiner Oscar-prämierten Rolle in Arthur – Kein Kind von Traurigkeit)
- Alec Guinness (deutsche Standard-Stimme, u. a. Krieg der Sterne und Die Brücke am Kwai)
- Rex Harrison (Eine Welt zu Füßen)
- Charlton Heston (deutsche Standard-Stimme, u. a. Ben Hur und Die zehn Gebote)
- Trevor Howard (Der Verdammte der Inseln)
- Rock Hudson (Allen Gefahren zum Trotz)
- Alan Ladd (deutsche Standard-Stimme, u. a. Die Narbenhand, Mein großer Freund Shane und Saskatschewan)
- Burt Lancaster (u. a. Urteil von Nürnberg)
- James Mason (u. a. Prinz Eisenherz)
- Laurence Olivier (deutsche Standard-Stimme, u. a. In den Schuhen des Fischers, Der Marathon-Mann und Kampf der Titanen)
- Peter O’Toole (Der Löwe im Winter)
- Ronald Reagan (Tod eines Killers)
- Edward G. Robinson (Die Platinbande)
- Max von Sydow (Die größte Geschichte aller Zeiten)
- John Wayne (Der Teufelshauptmann)
- Johnny Weissmüller (Tarzan in Gefahr)
- Ray Milland (Hart aber herzlich)
- Orson Welles (Die Wurzeln des Himmels) und
- Richard Widmark (u. a. Die gebrochene Lanze).

## Hörspiele (Auswahl)
- 1948: Arnaud d’Usseau, James Gow: Tief sind die Wurzeln (Brett Charles) – Regie: Hannes Küpper (Berliner Rundfunk)
- 1949: Reinhold Lindemann: Charles Baudelaire (RIAS Berlin)
- 1950: Kurt Kusenberg: Das Wirtshaus zu den fünf Wünschen (Antonio) – Regie: Heinz von Cramer (RIAS Berlin)
- 1950: Jacques Roumain: Herr über den Tau – Regie: Hanns Farenburg  (Berliner Rundfunk)
- 1952: Rudolf Hagelstange: Ballade vom verschütteten Leben – Regie: Willi Schmidt (NWDR)
- 1953: William Shakespeare: Antonius und Cleopatra (Marcus Antonius) – Regie: Ludwig Cremer (NWDR)
- 1954: Charles Bertin: Christoph Columbus (Titelrolle) – Regie: Friedrich-Carl Kobbe (RIAS Berlin/BR)
- 1955: Hugo von Hofmannsthal: Jedermann. Das Spiel vom Sterben des reichen Mannes (Jedermann) – Regie: Hans Bernd Müller (SFB)
- 1955: Georg Kaiser: Der Silbersee – Komposition: Kurt Weill, Bearbeitung (Musik): Boris Blacher Regie: Hans Lietzau (Theatermitschnitt vom Schlossparktheater Berlin – SFB)
- 1964: Robert Adolf Stemmle: Bagnosträfling 4720 (Der Fall Seznec) (Guillaume Seznec) – Regie: Robert Adolf Stemmle (SFB)
- 1965: Hans Prescher: Das Wort als Waffe – (RIAS Berlin)
- 1970: Julius Tinzmann: Das Klavier (Dr. Otto Borkowski, Arzt) – Regie: Otto Kurth (SFB)
- 1975: Walter Aue: Das Schweigen des Ezra Pound – Regie: Jörg Jannings (RIAS Berlin)
- 1976: Theodor Storm: Carsten Curator (Erzähler) – Regie: Siegfried Niemann (SFB)
- 2004: Krieg der Sterne – Eine Neue Hoffnung, Episode 4, Das Hörspiel zum Kinofilm, Universal, ISBN 978-3-89945-775-9
- 2004: Das Imperium Schlägt Zurück, Episode 5, Das Hörspiel zum Kinofilm, Universal, ISBN 978-3-89945-777-3
- 2004: Die Rückkehr der Jedi Ritter, Episode 6, Das Hörspiel zum Kinofilm, Universal, ISBN 978-3-89945-779-7
- 2006: Star Wars – 6-CD Hörspielbox: Episoden I-VI, Box-Set, Label: Folgenreich (Universal)

## Auszeichnungen
1976: Kunstpreis Berlin